# Patrick Cassidy (compositeur)
Pour les articles homonymes, voir Patrick Cassidy (acteur) et Cassidy.
Patrick Cassidy, né en 1956, est un compositeur irlandais. Il est l'oncle de la chanteuse irlandaise Sibéal Ní Chasaide.

## Biographie
Patrick Cassidy est né à Claremorris, dans le comté de Mayo, en Irlande. Il a obtenu une licence en mathématiques appliquées de l'université de Limerick en 1985 et a soutenu ses premières activités de composition en travaillant comme statisticien et analyste technologique.

## Œuvres
Patrick Cassidy est connu pour ses cantates narratives - œuvres pour orchestre et chœur basées sur la mythologie irlandaise - et pour l'air Vide Cor Meum composé à l'origine pour le film Hannibal de Ridley Scott avec Anthony Hopkins.
The Children of Lir, sorti en septembre 1993 reste en tête des ventes de musique classique en Irlande pendant une année. C'est la première cantate écrite en gaélique depuis les œuvres de Paul McSwiney à la fin du XIXe siècle. La BBC produira un documentaire à ce sujet.
Famine Remembrance, est une commande pour la commémoration des 150 ans de la grande famine irlandaise. La première représentation est donnée à la cathédrale Saint-Patrick de New-York en 1996. En juin 2007, la pièce est jouée pour l'inauguration de l'Ireland Park (en) à Toronto en présence du Président de l'Irlande.
Ses autres albums comprennent Cruit, arrangements de musiques pour harpe irlandaise des XVIIe et XVIIIe siècles, et Deirdre of the Sorrows, cantate en gaélique enregistrée avec l'Orchestre symphonique de Londres et le Tallis Choir. En 2004 il publie Immortal Memory, en collaboration avec Lisa Gerrard.
Patrick Cassidy partage désormais son temps entre Los Angeles et l'Irlande, où il compose ses œuvres musicales, et des bandes originales pour le cinéma et des documentaires. En 2016 il demande à sa nièce Sibéal Ní Chasaide de chanter sa composition Mise Eire à l'occasion des commémorations officielles de l'Insurrection de Pâques 1916.
Sa chanson Proclamation est interprétée lors de l'investiture de Joe Biden à Washington le 20 janvier 2021.

## Bandes originales
- Hannibal (2001)
- Veronica Guerin (2003)
- Confessions of a Burning Man (2003)
- Salem (2004)
- Le Roi Arthur (2004)
- Layer Cake (2004)
- Che Guevara (2005)
- Ashes and Snow (2005)
- Kingdom of Heaven (2005)
- The Front Line (2006)
- Breaking the Ice (2007)
- Edgar Allen Poe's Ligeia (2008)
- Bulletproof Gangster (2011)
- Calvary (2014)

## Discographie
- 1989 : Cruit
- 1993 : The Children or Lir (Orchestre symphonique de Londres et Tallis Chamber Choir)
- 1996 : Famine Remembrance
- 1998 : Deirdre of the Sorrows
- 2004 : Immortal Memory (avec Lisa Gerrard)
- 2006 : Ashes and Snow (avec Lisa Gerrard)
- 2016 : 1916: The Irish Rebellion
- 2021 : The Mass